# 웁살라 대학교
웁살라 대학교(Uppsala universitet)는 스웨덴의 행정 구역인 웁살라주(Uppsala län)의 중심 도시 웁살라에 위치한 대학교로서 1477년 주교인 야콥 울브손(Jakob Ulvsson)에 의해 세워졌다. 웁살라 대학은 오늘날 스웨덴뿐만 아니라 북유럽에서 최고 수준을 자랑하는 대학교이고, 유럽이나 세계에서도 명문대로 손꼽히고 있다.

## 개요
1477년에 창설된 스칸디나비아 지방에서 가장 오래된 대학이다. 린네 등 노벨상 수상자가 6명이 넘게 나오는 등 웁살라 대학의 동문들이 세운 학술적 업적으로 유명하며, 도서관에는 귀중한 고서와 희귀본이 소장되어 있다.
학교 강당의 입구에는 18세기의 시인 트릴드의 시의 명구인 “자유롭게 생각하는 것이 멋지다. 그러나 올바르게 생각하는 것은 더욱 멋지다.”라는 구절이 새겨져 있다. 신학, 법학, 의학, 약학, 언어, 역사와 철학, 사회과학, 자연공학, 교육학의 8개 학부로 구성되어 있고, 40개 이상의 교육 프로그램 및 1,200개가 넘는 과목이 있다. 세계 30여개국에서 유학생들이 와서 공부를 하고 있다.

## 배출한 인물
- 칼 폰 린네

## 같이 보기
- 분류:웁살라 대학교 동문

## 참고 자료
1. ↑  [Lindroth, Sten, A history of Uppsala University 1477-1977 (Almqvist & Wiksell 1976)]